# McVille
McVille é uma cidade localizada no estado norte-americano de Dacota do Norte, no Condado de Nelson.

## Demografia
Segundo o censo norte-americano de 2000, a sua população era de 470 habitantes.
Em 2006, foi estimada uma população de 417, um decréscimo de 53 (-11.3%).

## Geografia
De acordo com o United States Census Bureau tem uma área de
3,9 km², dos quais 3,7 km² cobertos por terra e 0,2 km² cobertos por água. McVille localiza-se a aproximadamente 448 m acima do nível do mar.

## Localidades na vizinhança
O diagrama seguinte representa as localidades num raio de 28 km ao redor de McVille.